# Kisalagi SE
A Kisalagi Sport Egyesület (KSE) egy (1951-től) fóti (korábban , 1926 és 1950 közt alagi, majd egy évig dunakeszi) nagy múltú, főváros közeli, kis sportkör, melynek legaktívabb szakosztálya a labdarúgó.

## Története
A KSE 1926. május 4-én alakult meg. Több sportszerető helyi iparos és lakos is szerepet vállalt első tisztikarában, köztük Németh Kálmán szobrász titkárként. Klubszínük zöld-fehér. A csapat első, 1926-1927-es idényében a Középmagyar Labdarúgó Alszövetség (KÖLASz) II. osztályban szerepelt. Második bajnoki szezonjának őszi felében azonban a nagy gazdasági világválság negatív hatásai előbb arra kényszerítették a KSE-t, hogy visszalépjen a bajnoki küzdelmektől, majd nem sokkal később fel is oszlott. Az egyesület 1933. nyarán lábalt ki a válságos időszakból és labdarúgó csapata ősszel már újra a KÖLASz II. osztályban szerepelt.
A KSE 1936-ban költözött a jelenleg is használt, Alag Kisalag részének közepén fekvő sporttelepére, melyre 1959-ben öltözőt is építettek, később pedig még egy aszfaltozott kézilabdapályát is kialakítottak. A KSE egy ideig asztalitenisz szakosztályt is működtetett. 
A II. világháború utáni években a KSE több névváltozáson is átesett és egy időre még a Fóti SE-vel is összevonták. A stabilizálást követően újra önállóan, de immár Fóti Vasutas Sport Egyesület néven működött egészen 1979-ig, amikor újra összevonták a Fóti SE-vel és Fóti Béke Mgtsz SE néven működtek tovább. A KSE 1998. óta szerepel újra önállóan és eredeti néven a Pest megyei bajnokságban.

## Sikerek
| 1935-1936 | KÖLASz II. o.                        | ezüstérmes |
| 1940-1941 | Duna-Tisza kerület, 1/B. o.          | ezüstérmes |
| 1961-1962 | Pest megye, Vác-szobi járás          | aranyérmes |
| 1962-1963 | Pest megye, Területi bajnokság       | bronzérmes |
| 1968      | Pest megye, Váci járás               | ezüstérmes |
| 1972-1973 | Pest megye, Váci járás               | ezüstérmes |
| 1976-1977 | Pest megye, Váci járás, II. o.       | aranyérmes |
| 1998-1999 | Pest-megye, Váci körzet, B-o.        | ezüstérmes |
| 2004-2005 | Pest megyei III. o. Vác körzet, B-o. | aranyérmes |
| 2005-2006 | Pest megyei III. o. Vác körzet, B-o. | bronzérmes |

## Híres játékosok
{\displaystyle *} a félkövérrel írt játékosok rendelkeznek felnőtt válogatottsággal. 
Forró Ernő
Kisalagi János
Papp Tibor
Tolvaj Lajos

## Külső hivatkozások
Kisalag SC, magyarfutball.hu. (Hozzáférés: 2023. május 14.) 
Fóti VSC, magyarfutball.hu. (Hozzáférés: 2023. május 14.) 
Kisalag SC hivatalos weboldal, kisalagsc.hu. (Hozzáférés: 2023. május 14.) 
Arcanum Digitális Tudománytár, arcanum.com. (Hozzáférés: 2023. május 14.) 